# Yaoguin
Pour les articles homonymes, voir Yaoguin (homonymie).
Ne doit pas être confondu avec Yaoghin.
Yaoguin, parfois appelé Yarguin, est une localité située dans le département de Poa de la province du Boulkiemdé dans la région Centre-Ouest au Burkina Faso.

## Démographie
| 2003  | 2006  | 2012 |
| ----- | ----- | ---- |
| 3 485 | 3 481 | -    |

## Santé et éducation
Le centre de soins le plus proche de Yaoguin est le centre de santé et de promotion sociale (CSPS) de Poa tandis que le centre hospitalier régional (CHR) se trouve à Koudougou.
Le village possède école primaire publique.